# Pau el Silenciari
Pau el Silenciari (en llatí Paulus Silentiarius, en grec Παυ̂λος Σιλεντιάριος) va ser un poeta romà d'Orient a qui Vossius i altres autors anomenen incorrectament Paulus Cyrus Florus. Agàcies, del que deriva el poc que se sap de Pau, l'anomena Παύλος Κύροι του̂ Φλώρου o του̂ Κύρου του̂ Φλώρον, que es pot traduir com "Pau, el fill de Cir Flor", o més probablement "Pau, el fill de Cir fill de Flor".
Se suposa que el seu pare, Cir, va ser el ἀπὸ ὑπάτων o consul codicillaris que va escriure diversos Epigrammata a l'Antologia grega. El seu avi podria ser el Flor ἀπὸ ὑπάτων o consul codicillaris esmentat a diverses Novellae, i al Codi de Justinià, però Fabricius pensa que l'avi hauria ser anterior. Probablement dels seus ancestres va heretar l'ofici de cap dels silenciaris (secretaris de la cort). Segons Agàcies, els avantpassats de Pau eren il·lustres, i va heretar una gran riquesa, i sembla que segurament era el cap dels secretaris de l'emperador Justinià I.
Va escriure diversos poemes, dels quals es conserven els següents:
- 1. ́Εκφρασις του̂ ναου̂ τη̂ς ἁγίας Σοφίας, Descriptio Magnae Ecclesiae s. Sanctae Sophiae, 1029 verses, 134 dels quals iàmbics i la resta hexàmetres, escrit el 562, on descriu amb extraordinària precisió l'església de Santa Sofia, reconstruïda per Justinià.
- 2. Εκφρασις του̂ ἄμδωνος, Descriptio Ambonis, 304 versos dels que els 29 primers són iàmbics i la resta hexàmetres, que ve a ser una continuació de l'anterior.
- 3. Epigrammata, un total de 83, que apareixen a l'Antologia grega.[1]